# Johannesteijsmannia magnifica
Espèce
Johannesteijsmannia magnifica J.Dransf. est une espèce de plantes de la famille des Arecaceae (palmiers).
Cette plante au feuillage spectaculaire est originaire de la péninsule Malaise. L'espèce a été décrite en 1972 par le botaniste britannique John Dransfield qui est aussi le récolteur en 1968 des spécimens types en Malaisie,.

## Description

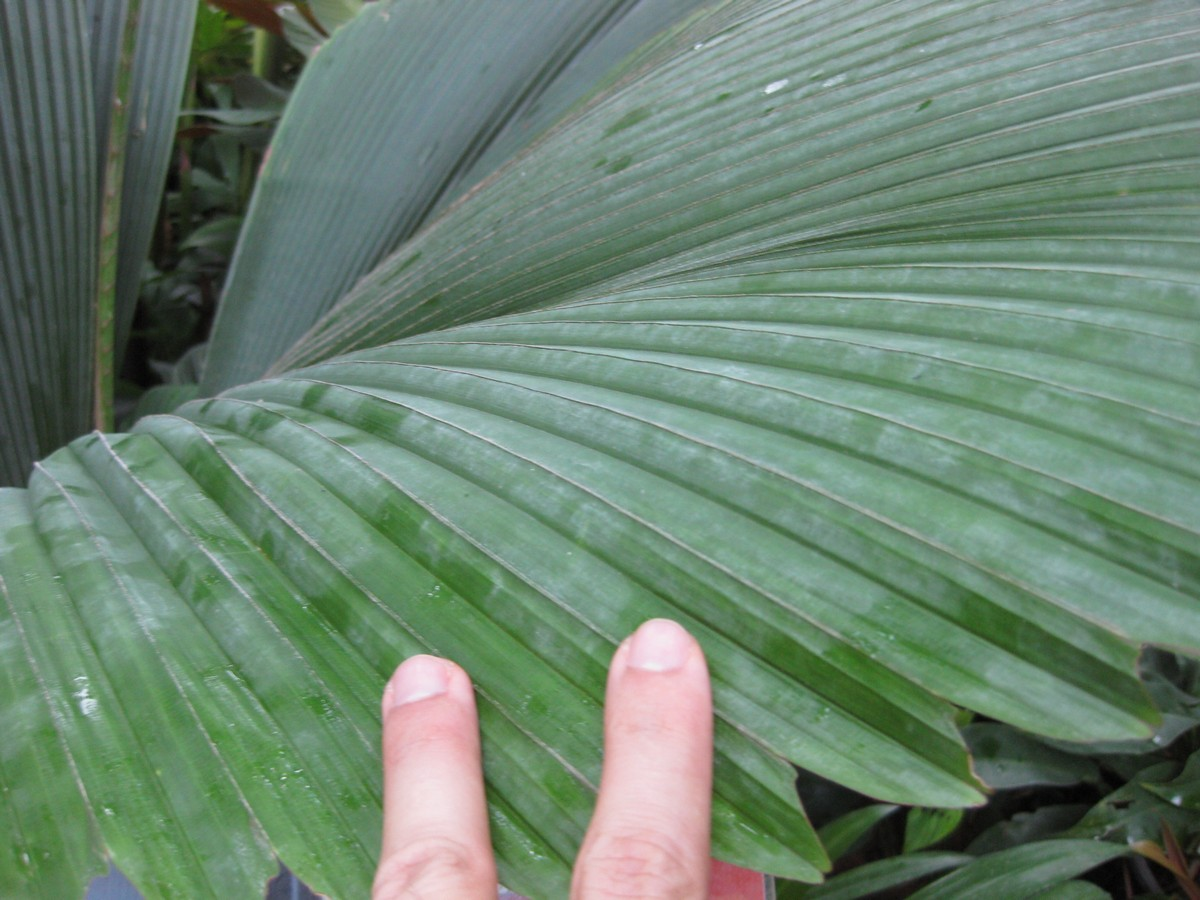
Une feuille comparée à des doigts humains